# Filtro de conteúdo

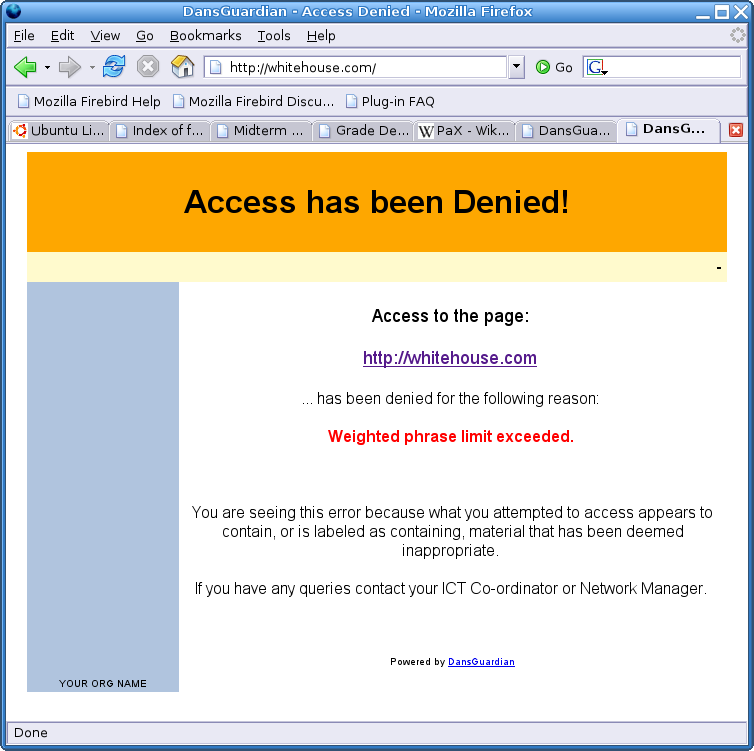
DansGuardian bloqueando whitehouse.com.

Filtro de conteúdo (em inglês: content filter) como o nome já diz, é o método para permitir/negar acesso a informações em redes de computadores através do conteúdo de sua informação.
Em alguns países, tal software é onipresente. Em Cuba, se um usuário de computador em um cybercafé controlado pelo governo digita certas palavras, o processador de texto ou navegador é automaticamente fechado, e um aviso de "estado de segurança" é dado.

## História
Os primeiros filtros de acesso a informação na Internet eram feitos através de endereçamentos, como endereço MAC, endereços IP, hostnames, domínios e FQDN. Desta forma, não se controlava o acesso a informação, mas apenas ao destino onde elas se encontravam. Destinos desconhecidos não eram percebidos pelos filtros como de conteúdo que deveria ser controlado. Essa ineficácia inicial se dava pela dificuldade em ter hardware com performance adequada para processar conteúdos.

## Como funcionam
Basicamente, esses filtros capturam as palavras dentro de pacotes de dados e comparam com palavras-chave de listas de negação (blacklists) e listas de liberação (whitelists) de acesso. Se há uma palavra-chave numa das listas ele permite ou nega acesso a informação. Existem listas intermediarias (greylists) que liberam acesso vindos de um determinado grupo de origem de requisição e nega para outrem.

### Filtros de conteúdo WEB
Para filtro de conteúdo web, é de costume usar HTTP Proxy vinculado a outros serviços e listas. Existem diversos proxies como o Squid e o ISA Server, além de listas de conteúdo frequentemente atualizadas como as gratuitas MESD, Shalla's, e pagas de baixo custo, de menor eficácia, da URL Blacklist e de custo moderado/alto com atualizações mais frequentes e eficazes como Netfilter, SmartWeb, WebSense, OPSEC, etc.
É possível criar sua própria lista para controle com base em relatórios de acesso de usuários, porém para um grande número de usuários isso se torna um trabalho árduo e dispendioso.
Também é possível usar filtragem de conteúdo com firewalls camada 7, como os gratuitos OpenBSD PF, Untangle e os comerciais S4 - Internet Controlada, Fortinet e Checkpoint, mas para grandes quantidades de filtros e palavras-chave é preferível o uso de um proxy a parte para evitar overhead no firewall.

### Filtros de conteúdo por e-mail
Os filtros de conteúdo de e-mails são muito usados para barrar tráfego de spams e de anexos suspeitos que podem propagar vírus em uma rede de forma muito rápida e nociva. Além do uso de whitelists, blacklists e greylists os filtros de e-mail costumam usar estatísticas para definir de forma pró-ativa se um conteúdo é permitido ou negado. se bem configurado essa ferramenta praticamente elimina os spams em uma rede, no contrário há um excesso de falso-negativo bastante prejudicial ao serviço de correio.

### Filtros de conteúdo atacante
É possível filtrar conteúdos de códigos maliciosos nocivos a servidores e estações de usuários com o mesmo princípio utilizando um IDS/IPS. Da mesma forma com as listas, ao invés de palavras-chave usa-se trechos de código ou comandos reconhecidamente nocivos para catalogar ataques e com um banco de dados de assinatura de ataque se permite ou nega a entrada dessa informação na rede.